# 息長沙禰王
息長沙禰王（おきながのさねのみこ、生没年不詳）は、古代の日本の皇族。父は応神天皇の子である稚野毛二派皇子で、子に息長真手王がいる。